# Vom Stamme Nimm
Die Redewendung „vom Stamme Nimm“ bezeichnet einen Schnorrer oder Habgierigen. Der Ausdruck gilt als umgangssprachlich und abwertend, aber auch als scherzhaft. Er wird meist von Älteren benutzt.

## Grammatik, Phraseologie, Varianten
Die Wendung ist eine Präpositionalphrase, Nimm ein substantivierter Imperativ. Phraseologisch gehört „vom Stamme Nimm sein“ zu einer Gruppe archaischer Phraseme wie „für jemanden eine Lanze brechen“ oder „Maulaffen feilhalten“, deren sich die ältere Generation „in nicht ironischer Stilabsicht“ bedient. Verbreitet ist die Variante vom Stamm Nimm, belegt ist vom Stamme Nimmsi.

## Herkunft
Einzelveröffentlichungen über das Aufkommen der Wendung sind nicht nachweisbar. Angaben in Nachschlagewerken sind ungenau. Allgemein wird die Redensart auf eine Stelle im 4. Buch Mose zurückgeführt, wobei die Söhne der zwölf Stämme Israels genannt sind, die von Mose zur Erkundung des Landes Kanaan ausgewählt wurden. Darunter befand sich auch Palti „vom Stamme Benjamin“ (Num 13,9 ). Der Stamm ist auch an anderen Stellen im Alten und im Neuen Testament genannt. Apostel Paulus schreibt: „Ich selbst bin ja ein Israelit, ein Nachkomme Abrahams aus dem Stamm Benjamin.“
Die Textstelle „für den Stamm Benjamin“ in Num 13,9  wird als Vorlage für die Redewendung angesehen. Ein metonymischer Prozess mit „absichtlich falsche[r] Lesart“ ergab den „Witz des Zitats“. Das Lexikon der Redensarten sieht „vielleicht eine Verstümmelung des Namens Benjamin“. Georg Büchmanns Sammlung Geflügelte Worte führt das Zitat als „vielleicht scherzhafte“, „wohl scherzhafte“ Erweiterung an. Die Duden-Redaktion sieht „möglicherweise eine Verballhornung“. Auch die „scherzhafte Hinzufügung“ eines weiteren Stammes zu den aus der Bibel bekannten wurde vermutet.

## Verbreitung
Nach Angaben des Germanisten Keith Spalding erfolgte die erste Buchung in einem Nachschlagewerk 1873 in Karl Friedrich Wilhelm Wanders Sprichwörter-Lexikon. Wander belegte den Ausdruck allerdings selbst wiederum mit Zitaten aus Sammlungen ostpreußischer und Oberlausitzer Redensarten, die in den 1860er Jahren erschienen waren. Auch eine Verbreitung in Thüringen wird angegeben. Fachlexika nennen keinen Erstbeleg. Für den Sprachwissenschaftler Heinz Küpper existierte die Wendung „spätestens seit 1830“.
Einen frühen Nachweis bietet die anonyme und undatierte, dem Westerwälder Pfarrer Karl Christian Ludwig Schmidt zugeschriebene Ausgabe des Reineke Fuchs, die 1805 erschienen sein soll. Das Werk, teilweise gereimt, attribuiert den Ausdruck einem mutmaßlich gierigen Wolf: (…) „allein der Mosje Isegrim gehört mit Recht zum Stamme Nimm.“ Die dort verwendeten Bezeichnungen Mosje und Musje sind Eindeutschungen der Anrede Monsieur. 1814 sind Wort und Gegenwort bereits beim Schweizer Dichter Johann Rudolf Wyss etabliert: „Ist die Witwe zähe? Vom Stamme Gib oder vom Stamme Nimm?“
Die auf Habgier anspielende französische Titulierung „Seigneur de Pret-au-val, de la Branche de Prensd'or“, 1767 in Gotthold Ephraim Lessings Lustspiel Minna von Barnhelm erschienen, wird als „Erbherr auf Borgental, vom Stamme Nimm“, „Herr von Schuldenthal, vom Stamme Nimm“ oder „[Herr] von Schuldental, vom Stamme der Goldnehmer (etwa: vom Stamme Nimm)“ angegeben. Die Übertragungen und Erläuterungen entstammen dem späteren 19. und dem 20. Jahrhundert.

## Bedeutung und Verwendung

### Habgieriger
Von den frühen Belegen bis in die Gegenwart verbreitet bedeutet die Verbform vom Stamme Nimm sein „lieber nehmen als geben“, „stets auf den eigenen Vorteil, auf Gewinn bedacht sein“, „sehr habgierig sein und nur nehmen, nie geben“. Mehrere Bedeutungsvarianten sind belegt. Mit „Er ist vom Stamme Nimm“ bezeichnete „der echte Berliner“ einen Halsabschneider; als Adjektiv „nimm“ ist es in Berlin für einen eigen-, gewinn- oder habsüchtigen Menschen belegt. Als unverschämter Mensch stellt ihn das niederdeutsche Sprichwort „Hei ös vom Stamm Nömm, sin Vader het Drist“, hochdeutsch „Er ist vom Stamm Nimm, sein Vater heißt Dreist“, dar. „Diebisch sein“ ist ab den 1930er Jahren belegt.
Komisch wirkten die Gleichsetzung „von Habsburg“ mit vom Stamme Nimm oder die Titulierung „Fürst Max vom Stamme Nimm, aus dem Hause Haltfest“ des Novellisten Edmund Hoefer.

### Jude
Der satirische Schriftsteller Theodor Heinrich Friedrich spielte 1815 bereits auf einen Zusammenhang von Jude und Geld an. Die Seele eines kindlichen Protagonisten, Sohn eines Juden, „war dem Mammon zugewendet“, und „die Ältesten in Israel priesen, und weissagten, er werde einst an Verstand und Reichthum hervorragen unter allen so vom Stamme Nimm.“ In der zweiten Hälfte des 19. Jahrhunderts war die Redensart vor allem in der antisemitischen Publizistik als Umschreibung für Juden verbreitet. So schrieben die Deutsch-Sozialen Blätter, das Organ der Deutschsozialen Partei, über „hungrige Mäuler, vor allem vom Stamme Nimm“. Ein in Dresden 1892 verbreiteter Politischer Bilderbogen über die „Börsen-Kirmeß“ zeigte in der Mitte einen Giftbaum, „umschlungen von der gekrönten Schlange vom Stamme Nimm“, wie sie die Leipziger Zeitung beschrieb. Über die Geschichte von Reval schrieb Stadtarchivar Gotthard von Hansen: „Das Volk vom Stamme Nimm hatte sich damals noch nicht in reichlicher Fülle eingefunden.“ Der Schweizer Schriftsteller Jeremias Gotthelf spielte in einer Kalendergeschichte aus den 1840er Jahren auf das Klischee von der Maßlosigkeit reicher Juden an und benutzte dabei eine Wortvariante: „Ferner aß der große Rothschild mit seinen hungrigen Kindern bei einem armen Bauern eine Milch, und die Judenkinder aßen nicht wenig, denn sie waren auch vom Stamme Nimmsi.“

### Geistlicher
In Ostpreußen wurden Geistliche als vom Stamme Nimm bezeichnet, Wander zufolge „häufig“. Die Pfarrer, obwohl Staatsbedienstete, wurden im 18. und 19. Jahrhundert in Preußen aus den Kirchenkassen der Gemeinden finanziert. Die erforderlichen Barauszahlungen und die Erhebung von Stolgebühren, die zum Einkommen beitragen mussten, konnten zu Konflikten führen.

## Antonymie
Ausgehend vom Zitat „Geben ist seliger als Nehmen“ in der Apostelgeschichte wird der Gegensatz von Geben und Nehmen in vielen Redensarten thematisiert: „Er hält das Nehmen für seliger, als das Geben“, „Er ist nich von Gibingen, sonder von Nehmingen, oder Baslerisch Er isch fo Nämige, nit fo Gäbige“, „Gar viele sind aus Nehmersdorf (nehmen gern), aber nicht aus Gebersdorf.“
Zu „vom Stamme Nimm sein“ wird als Antonym „das letzte Hemd hergeben“ angeführt. Das unmittelbare Gegenwort lautet „vom Stamme Gib“. Der Gebrauch ist von der frühen Nennung 1814 bei Wyss bis zur Gegenwart durchgängig. Der Publizist Hellmut von Gerlach schrieb 1924 in der Weltbühne über den Unternehmer Rudolph Hertzog: „[Wer] ihn kannte, wußte, daß er seiner ganzen Natur nach weit mehr zum Stamme Nimm als zum Stamme Gib gehörte.“ Der Romanautor Bernhard Schlink lässt 1994 einen Protagonisten erzählen: „Helmut ist vom Stamm Nimm. Und ich war jahrelang vom Stamm Gib.“

## Zeitgenössische Verwendung
Auch wenn der Gebrauch der Wendung insgesamt zurückgeht, hat sie sich in Texten zeitgenössischer, auch jüngerer Schriftsteller erhalten. Sie wird nicht immer negativ betrachtet.
- Martin Walser, in Halbzeit (1960): „Da sag’ ich nicht nein, sagte er, legte das Glas an die kinnüberwölbende Unterlippe, leerte den Inhalt rasch in die Mundhöhle, atmete aus und sagte: Schließlich sind wir Angestellten auch vom Stamme Nimm!“[53]
- Walter Kempowski, in Tadellöser & Wolff (1971): „[Sie] sei vom Stamme Nimm. Es könne sein, daß sie sogar noch was mitgehen lasse, das kriegen die fertig.“[54]
- Max Goldt, in Die Radiotrinkerin (1991): „Woher solche Leute nur das Geld nehmen für Bad Blut!“ „Die sind vom Stamme Nimm.“[55]
- Günter Grass, in Ein weites Feld (1995): „Immer wird es die Treibels und deren Verwandtschaft vom Stamme Nimm geben.“[56]
- Wolf Biermann, in Über Deutschland. Unter Deutschen (2002): „Starke Dichter sind eben, wie Shakespeare, wie Goethe, wie Thomas Mann, wie Brecht, im allerbesten Sinne immer auch stark vom Stamme NIMM!“[57]
- Heinz Strunk, in Der Goldene Handschuh (2016): „So haben wir nicht gewettet, kleiner Finger, ganze Hand, vom Stamme Nimm.“[58]